# Casífone
En la mitología griega, Casífone (en griego Κασσιφόνη, Kassiphóne, un nombre parlante, «fratricidio») era la hija de Odiseo y Circe. Solo se menciona a este personaje en algunos versos oscuros de la Alejandra del poeta helenístico Licofrón, con una explicación proporcionada en el comentario del erudito bizantino del siglo XII, Juan Tzetzes, que es el único que la menciona por su nombre. Lo más probable es que sea una invención clásica o helenística tardía, cuyo único propósito es el de expandir la historia de Telégono. 
«Por lo demás, la historia de Aquiles es la siguiente: se dice que Aquiles, después de muerto, se casó con Medea, hija de Eetes. Eetes y Circe son hijos de Helios, y Telégono es hijo de Circe, por lo que Telégono y Medea son primos, a los que llamamos "exadelfos".  Eetes, Circe y Pasífae son hijos de Helios y Perse, la hija de Océano. Medea y Absirto son hijos de Eetes e Idía. Telégono y Casífone son hijos de Circe y Odiseo. Ariadna, Fedra y Glauco son hijos de Pasífae y Minos. Así Telégono y Medea son primos, a los que llamamos exadelfos».
Casífone finalmente se desposaría con Telémaco:
«Se ha dicho que hubo un matrimonio entre Telémaco y Casífone, y que ciertamente Telégono mató a Odiseo —lo habría reconocido al verlo en la boda de su hijo—. Pero si Odiseo estaba muerto, ¿cómo es que el hombre, ya muerto, y devuelto de nuevo a a la vida, se introduce a Circe de luto y a Telémaco lamentándose por la muerte de su padre? Para mí, Licofrón, estas cosas me parecen incoherentes y de lo más ridículas, no solo estas palabras sino también las de los experimentados en tales cosas que se ponen de su parte, pues algunos más irreflexivos e incultos dicen que Circe crio a Odiseo con pociones después de haber sido asesinado por Telégono, el que antes había matado Telémaco, y que ella misma no pudo resucitarlo (...). Otros dicen que Odiseo, habiendo sido asesinado por Telégono, fue resucitado por Circe con una poción y fue entonces cuando Casífone se casó con Telémaco y en las islas de los Bienaventurados Penélope se casó con Telégono». 